# فشل مراجعة الأقران
فشل مراجعة الأقران (بالإنجليزية: peer review failure)‏ تحدث عندما يحتوى مقال راجعه الأقران على أخطاء جوهرية تقوض على الأقل واحدة من الاستنتاجات الرئيسية، أو عندما تنشر دورية معروفة مقال على أنه اكتشاف جديد وهو معروف، أو عندما يرفض مهم بصورة قاطعة. ومن دلائل فشل المراجعة هو تراجع الدورية عن المقال، أو إرسال رسائل إلى المحرر تدل على الأخطاء الكبيرة.
لا يعتبر فشل مراجعة الأقران فشلا للمراجعين أنفسهم وخاصة إذا زور المؤلف أو الباحث بياناته واستنتاجاته عن قصد. وذلك لإستحالة حصول المراجعين على البيانات أو للقيام بالبحث من جديد بأنفسهم. إلا إذا كان البحث نظريا بحتا مما يسمح للمراجع أن يتابع العمل خطوة بخطوة.